# Gardermobanen
Gardermobanen – szybka linia kolejowa między Oslo i Eidsvoll w Norwegii, przechodząca przez Lillestrøm i port lotniczy Oslo-Gardermoen. Linia ma długość 64 km i zastępuje starszą Hovedbanen jako główna linia na północny wschód od Oslo. Hovedbanen obsługuje teraz ruch podmiejski i towarowy, a Gardermobanen obsługuje pociągi dużych prędkości, pociągi pasażerskie i towarowe z paliwem lotniczym na lotnisko. Obie linie są własnością norweskiego Jernbaneverket.

## Ruch lokalny
Linia jest wykorzystywana przez kolej aglomeracyjna w Oslo (Lokaltog Østlandet).
| Numer | Stacja początkowa | stacja końcowa |
| ----- | ----------------- | -------------- |
| 440   | Skien             | Dal            |
| 450   | Kongsberg         | Eidsvoll       |
| 460   | Skøyen            | Kongsvinger    |

- Pociągi linii 440 odjeżdżają co godzinę; od Asker jadą trasą Askerbanen a między Oslo a Lillestrøm jadą trasą Gardermobanen[1].

- Pociągi linii 450 odjeżdżają co godzinę; od Asker jadą trasą Askerbanen a między Oslo a Lillestrøm jadą trasą Gardermobanen[2].

- Pociągi linii 460 odjeżdżają co pół godziny w szczycie i co godzinę poza godzinami szczytu; między Oslo a Lillestrøm pociągi jadą trasą Gardermobanen[3].

## Stacje na linii
- Oslo Sentralstasjon
- Lillestrøm
- Gardermoen
- Eidsvoll Verk
- Eidsvoll